# Lady Camones
Lady Mercedes Camones Soriano (Chimbote, 20 de febrero de 1975) es una abogada y política peruana. Es congresista de la república para el periodo 2021-2026 y fue presidenta del Congreso, de julio a setiembre del 2022.

## Biografía
Nació el 20 de febrero de 1975, en la ciudad peruana de Chimbote.
Estudió en la Universidad Privada Antenor Orrego (UPAO), donde obtuvo el grado de bachiller en Derecho y el título de abogada. Realizó estudios de maestría en Gestión Pública en la Universidad César Vallejo. Del mismo modo, ha realizado estudios de Administración y Dirección en la Universidad ESAN.

### Trayectoria
Fue jefa regional del Registro Nacional de Identificación y Estado Civil (Reniec) en Chimbote, desde 2003 hasta 2018.

## Carrera política
Su carrera política se inicia en las elecciones regionales del 2018, en las que fue candidata a la presidencia del Gobierno Regional de Áncash por el partido fujimorista Fuerza Popular. Sin embargo, no resultó elegida.

### Congresista de la República
En las elecciones generales del 2021, Camones se afilia al partido Alianza para el Progreso de César Acuña y postula al Congreso de la República representando al Departamento de Áncash. Fue elegida como congresista, con 6203 votos, para el periodo parlamentario 2021-2026.

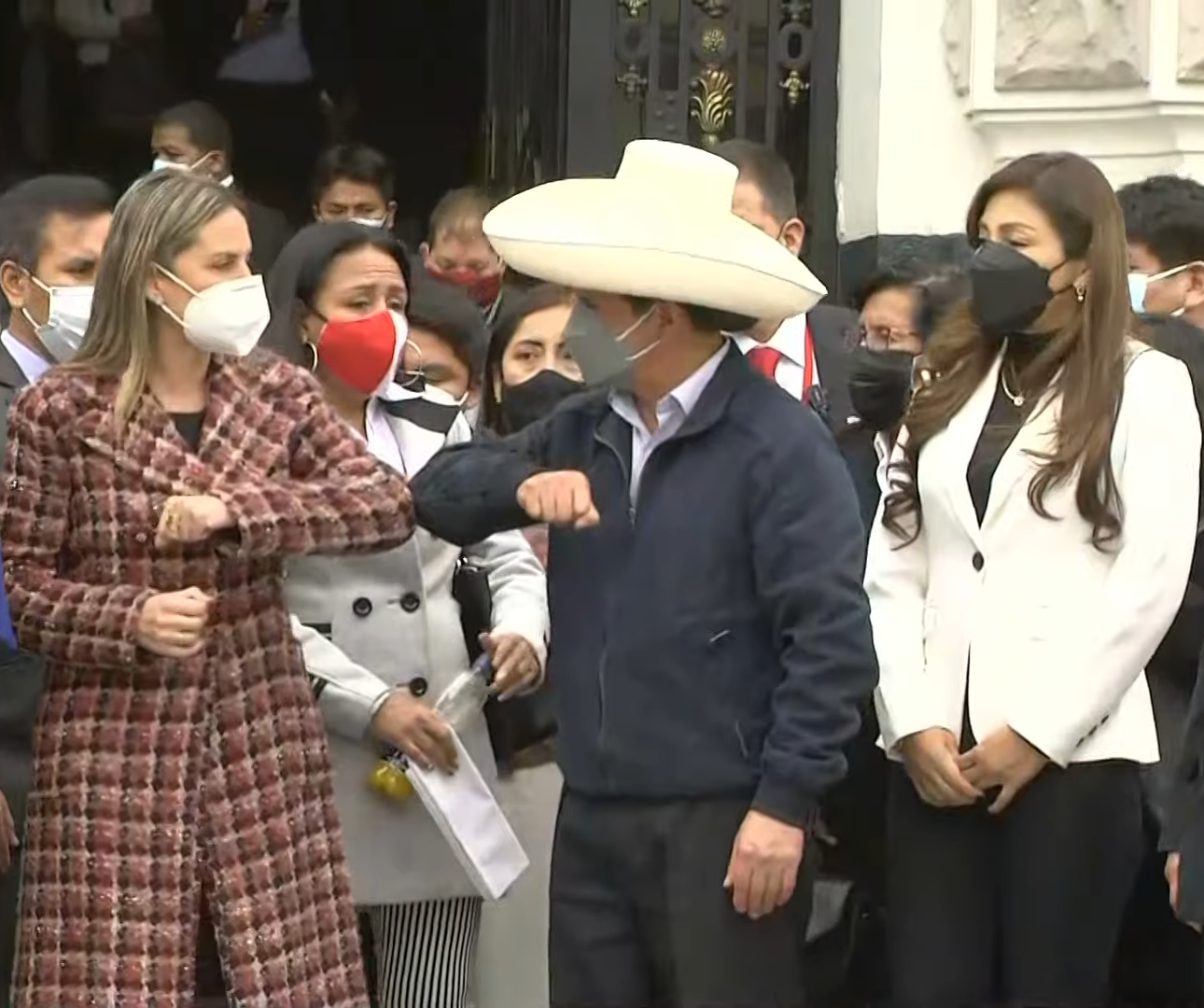
Maricarmen Alva, presidenta del Congreso, saludando al presidente Pedro Castillo; a lado de él, Camones, como primera vicepresidenta del Congreso.

El 26 de julio del 2021, fue elegida primera vicepresidenta del Congreso, bajo la presidencia de Maricarmen Alva, para el periodo anual de sesiones 2021-2022.
En septiembre de 2022, fue elegida presidenta de la Subcomisión de Acusaciones Constitucionales. Del mismo modo, fue vicepresidenta de la Comisión de Constitución y Reglamento y miembro de la Comisión Permanente.
En setiembre de 2023, fue reelegida como presidenta de la Subcomisión de Acusaciones Constitucionales para el periodo 2023-2024.
En agosto de 2024, fue elegida como presidenta de la Comisión de Presupuesto y Cuenta General de la República.
En 2022, elaboró una serie de proyectos de ley para reducir los impuestos a las casas de apuestas digitales en el país, lideradas por la Asociación Peruana de Apuestas Deportivas en Línea y Afines. Uno de ellos fue aprobado en 2025.

### Presidenta del Congreso
El 26 de julio de 2022, fue elegida presidenta del Congreso de la República para el periodo anual de sesiones 2022-2023.
En septiembre de 2022, se difundió una grabación en la cual el líder del partido Alianza para el Progreso, César Acuña, pidió a los miembros del grupo parlamentario, incluida la presidenta del Congreso, priorizar un proyecto de ley para el reconocimiento como distrito de Alto Trujillo, el cual, según Acuña Peralta, favorecería su candidatura al Gobierno Regional de La Libertad.
El 5 de septiembre, el congresista Guillermo Bermejo presentó una moción de censura, la cual fue admitida a debate con sesenta y cuatro votos a favor, de los grupos parlamentarios Perú Libre, Perú Democrático, Perú Bicentenario, Avanza País y Renovación Popular. Luego, la censura fue aprobada con sesenta y un votos a favor, cuarenta y siete en contra, y cinco abstenciones.
El Jurado Electoral Especial de Lima Centro inició una investigación a Camones Soriano por presunta infracción al principio de neutralidad electoral y le concedió el plazo de un día para enviar sus descargos. Luego, la misma entidad determinó que Camones no infringió el principio de neutralidad.